# Fata mexicană
Fata mexicană (titlul original: Pueblerina) este un film dramatic mexican, realizat în 1949 de regizorul Emilio Fernández, protagoniști fiind actorii Columba Domínguez, Roberto Cañedo. Filmul a fost prezentat la Festivalul de la Cannes din anul 1949.

## Conținut
Aurelio se întoarce de la închisoare în satul său, să se răzbune pentru violarea iubitei sale Paloma de către Julio González. La sosire, află că mama sa a murit și că Paloma trăiește în afara satului, împreuna cu fiul ei care este rodul violului. Aurelio vrea totuși să se căsătorească cu Paloma, să dea uitării trecutul dar Julio și fratele său Ramiro nu sunt de loc dispuși să îl lase să trăiască în pace...

## Distribuție
- Columba Domínguez - Paloma
- Roberto Cañedo - Aurelio Rodríguez
- Arturo Soto Rangel - preot
- Manuel Dondé - Rómulo
- Ismael Pérez - Felipe
- Luis Aceves Castañeda - Ramiro González
- Guillermo Cramer - Julio González
- Enriqueta Reza - Soledad
- Rogelio Fernández - Froilán
- Agustín Fernández - Tiburcio
- Hermanos Huesca
- Héctor González
- Carmen Reyo
- Formația Trío Calaveras

## Melodii din film
- Cântecul Chiquitita, tema principală din film, este un cântec huasteco, compus de Sr. Nicolás Pérez Leyva, interpretat de formația Trío Calaveras.
- El palomo y la paloma - dansul folcloric interpretat de Columba Dominguez și Roberto Cañedo
- Tú, sólo tú - cântec ranchera compus de Valdés Lealcântec, interpretat de formația Trío Calaveras.